# قانون رد أصول غير مشروعة
قانون رد الأصول غير المشروعة (بالانجليزية: The Restitution of Illicit Assets Act، بالفرنسية: Loi sur la restoration desuses illicites، بالألمانية: Gesetz über die Rückerstattung unrechtmässig erworbener Vermögenswerte، بالإيطالية: Legge federale sulla restituzione dei valori patrimoniali di definitelyienza illecita)، المعروف أيضًا باسم القانون الاتحادي بشأن رد أصول الأشخاص المعرضين سياسيًا التي تم الحصول عليها بوسائل غير مشروعة: هو قانون سويسري يسمح بمصادرة أصول الاشخاص المتهمين بالحصول على مثل هذه الأصول في بلدان أخرى (بما في ذلك خزائن الدولة) بوسائل غير مشروعة، دخل حيز التنفيذ في 1 فبراير 2011.

## روابط خارجية
Dictators' assets (potentate funds)